# 竹内可吉

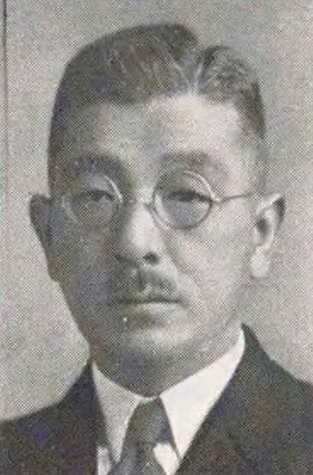
竹内可吉

竹内 可吉（たけうち かきち、1889年（明治22年）2月28日 - 1948年（昭和23年）12月29日）は、日本の商工官僚。商工次官、企画院総裁、貴族院勅選議員。鹿児島県出身。

## 経歴
鹿児島県鹿児島市出身。鹿児島県立鹿児島第一中学校、第三高等学校を経て、1915年（大正4年）に東京帝国大学法科大学経済科を卒業して、農商務属となり、翌年に高等文官試験に合格した。以後、事務官、書記官、商工省工務局長、特許局長官、燃料局長官を経て、1936年（昭和11年）に商工次官に就任した。その後、臨時物資調整局次長、物価局次長を歴任して1939年（昭和14年）に退官した。
1940年（昭和15年）に企画院総裁に就任。同年に退任した後は、7月16日に貴族院勅選議員に任じられた。その後、1944年（昭和19年）から1945年（昭和20年）まで軍需次官を務めた。1946年（昭和21年）5月14日、貴族院議員を辞職した。その後公職追放となった。
戦後は、日本能率協会会長に就いた。墓所は多磨霊園(21-1-1)

## 栄典
- 1940年（昭和15年）8月15日 - 紀元二千六百年祝典記念章[6]

外国勲章佩用允許
- 1944年（昭和19年）7月20日 - 満州国国勢調査紀念章[7]